# Kruis voor Oorlogsverdienste (Saksen)
Het Kruis voor Oorlogsverdienste van Saksen (Duits: Kriegsverdienstkreuz) werd tijdens de Eerste Wereldoorlog uitgereikt. Het kruis is een albrechtskruis met niet-geëmailleerde armen. Het kruis is op een lauwerkrans gelegd en draagt een centraal medaillon met een portret van de Saksische koning Frederik August III. Het kruis werd op 30 oktober 1915 ingesteld en werd tot aan de val van de Saksische monarchie in november 1918 uitgereikt.
Men verleende het kruis voor verdienste aan het thuisfront. De officiële grond voor toekenning was " erkenning voor bijzondere vaderlandsliefde"
Men droeg het Kruis voor Oorlogsverdienste aan een lint op de linkerborst. Het kruis is van geoxideerd koper. Ten gevolge van de slechte economische toestand zijn de in 1918 vervaardigde kruisen van slechte kwaliteit. Een klein deel der kruisen is gestempeld met een kleine "S". 
Rond het portret van Friedrich August III in het 9 millimeter brede medaillon staat op de ring – FRIEDRICH – AUGUST – KÖNIG – V. – SACHSEN - onder een beugelkroon.
Op de onderste kruisarm staat het jaartal – 1915 -.
In het medaillon op de voorzijde staat "– F – A –" onder een beugelkroon. Op de keerzijde staat  op de horizontale kruisarm het woord "WELTKRIEG".  
Het kruis weegt 10.5 gram en is 41 millimeter hoog en 35 millimeter breed. 